# Variété (linguistique)
Pour les articles homonymes, voir variété.
En sociolinguistique, une variété est, dans une langue donnée, une ramification qui constitue un système linguistique spécifique et cohérent, utilisé par une catégorie de locuteurs délimitée selon certains critères extra-linguistiques,. Dans la sociolinguistique américaine, le terme lecte (du grec lektos « choisi ; mot, expression »), introduit pour dénommer la variété de langue, est également employé comme élément second de composition dans la dénomination de divers types de variétés : idiolecte (variété individuelle) ; « régiolecte », « géolecte », « topolecte » (variété régionale) ; sociolecte (variété sociale) ; « ethnolecte » (variété parlée par une ethnie) ; « technolecte » (langage ou jargon de spécialité).
Surtout en sociolinguistique américaine, le terme « dialecte » est employé avec le sens général de variété de langue, y compris dans des syntagmes comme « dialecte individuel », « dialecte régional », « dialecte social », etc. On trouve ce dernier syntagme dans la linguistique française aussi, mais dans d’autres linguistiques, comme l’allemande, la roumaine ou la hongroise, « dialecte » tout court dénomme la variété régionale.

## Types de variétés

### Idiolecte
Un idiolecte est la somme des faits de langue qui caractérisent l’utilisation de celle-ci par un individu dans une certaine étape de sa vie. Par conséquent, une personne emploie successivement plusieurs idiolectes. L’idiolecte est la seule réalité linguistique qui puisse être consignée par les enquêtes dialectales et sociolinguistiques. D’autres variétés de langue sont en fait des abstractions qui résultent de l’analyse d’un grand nombre d’idiolectes,,.
Le caractère individuel des idiolectes est perceptible notamment dans les écrits littéraires, où ils apparaissent en tant que styles personnels des auteurs.

### Variété régionale
Une variété régionale (un dialecte dans le sens traditionnel et courant du terme) est une variété de langue établie selon un critère géographique, elle est donc territoriale,,,,.
En général, la variété régionale est considérée comme faisant partie d’une série hiérarchique, ayant pour supraordonnée la langue. Selon certains linguistes, le dialecte en tant que variété régionale a comme subordonné immédiat le sous-dialecte, parlé sur un territoire plus restreint que celui du dialecte dont il fait partie. Un dialecte ou un sous-dialecte peut à son tour subordonner des variétés appelées « parlers », existant sur un territoire plus restreint. Un parler peut être limité même à une vallée ou à un village,.

### Sociolecte
Un sociolecte est une variété autre qu’individuelle ou régionale. Les définitions données au sociolecte diffèrent en fonction des catégories de locuteurs considérées. Certains linguistes la limitent aux classes sociales (élite, classe moyenne, classe ouvrière, etc.),,,,. Chez d’autres linguistes, ce terme devient conventionnel, puisqu’il se réfère également à d’autres types de catégories de locuteurs : occupationnelles, professionnelles et d’âge,,,. Il y a plusieurs types de sociolectes.

#### Registres de langue
Les registres ou niveaux de langue sont des variétés possédées par les locuteurs en fonction de leur niveau d’instruction qui dépend dans une certaine mesure de la catégorie sociale dont ils font partie. Dans la linguistique française, par exemple, on distingue le registre courant et le registre soutenu, qui font partie de la variété standard, apprise dans le système scolaire ; le registre populaire, de ceux qui n’ont pas le niveau scolaire nécessaire pour avoir acquis au moins le registre courant ; le registre familier, utilisé dans certaines situations par ceux qui possèdent au moins le registre courant aussi.

#### Langages de spécialité
On entend en général par langages de spécialité ceux des domaines scientifiques, techniques, économiques, politiques, etc., différents de la langue commune par leurs terminologies, mais qui ont le système grammatical et discursif de la variété standard, avec certaines spécificités,,.

#### Argot,slanget jargon
Les termes français « argot » et « jargon », ainsi que le terme anglais slang sont empruntés par les linguistiques de diverses langues. Ils dénomment des types de sociolectes qui ont pour traits communs d’être non standard, d’être utilisés par une certaine catégorie de locuteurs et de ne pas être compris en dehors de cette catégorie. En les considérant par deux, il y a aussi d’autres interférences entre eux, c’est pourquoi il y a des différences importantes entre linguistes quant à leur définition et caractérisation. Certains considèrent les trois termes comme des synonymes, d’autres deux d’entre eux, par exemple « argot » et slang, se référant à leur utilisation avec le même sens en français et en anglais, d’autres encore, dans la linguistique russe, par exemple, appellent « jargon » ce qui est caractérisé par d’autres comme argot ou comme slang.
Dans les linguistiques française et roumaine, on n’emploie pas le terme slang. Dans la seconde, Bidu-Vrănceanu 1997 voit la différence entre argot et jargon en ceci : les utilisateurs d’un argot s’opposent aux convenances par leur langage, cherchent à se délimiter avec son aide, et ceux de certains groupes l’utilisent pour ne pas être compris de ceux qui n’appartiennent pas à leur groupe, alors que le jargon n’est pas un langage secret ni non conformiste, bien que certains groupes l’utilisent pour se délimiter des non-initiés, mais d’autres n’ont pas une telle intention.
Dans d’autres linguistiques, certains auteurs utilisent les trois termes et délimitent le slang de l’argot. Ainsi, l’argot serait seulement le langage des délinquants et le slang le registre familier des habitants des grandes villes, qui contient du vocabulaire argotique devenu ainsi non confidentiel. Dans le même temps, ils entendent par jargon tout langage par lequel ceux qui l’utilisent veulent se distinguer de ceux qui n’apartiennent pas à leur groupe, ils considèrent donc l’argot et le slang comme des types de jargons,. Certains auteurs ajoutent en tant que trait du slang une fonction expressive, affective.
Les catégories de locuteurs qui utilisent une telle variété sont très diverses. Dans les linguistiques tchèque et slovaque, par exemple, il y a des recherches concernant les variétés de langue de 68 catégories de locuteurs : délinquants, détenus (catégories sociales marginales) ; jeunes (catégorie d’âge) ; élèves, étudiants (catégories d’âge et d’occupation) ; pharmaciens, médecins (professions non manuelles) ; potiers, boulangers (métiers manuels) ; artistes plastiques, musiciens (arts) ; ouvriers des brasseries, postiers (occupations) ; joueurs de cartes, chasseurs (loisirs), etc. Dans ces linguistiques, toutes ces variétés sont appelées slangs. Dans la linguistique française, certains les appellent toutes « argots », d’autres appellent « jargons » les variétés spécifiques à des professions ou occupations. Par contre, dans la linguistique russe, certains les appellent toutes « jargons ».

#### Ethnolectes
Certains linguistes incluent parmi les sociolectes ce qu’on appelle des « ethnolectes », utilisés par des groupes ethniques, comme les variétés groupés sous le nom de Black English « anglais noir », parlées en Amérique du Nord par les descendants des esclaves d’origine africaine.

#### Jargon et style dans les langages professionnels
Au sein des langages de spécialité, on distingue souvent plusieurs dimensions : le jargon (ensemble de termes propres à une profession), la technicité (précision conceptuelle nécessaire) et le style (choix syntaxiques et rhétoriques spécifiques). Ces éléments peuvent coexister, mais n’ont pas le même impact sur la lisibilité.
Le langage juridique, par exemple, est souvent cité pour son jargon spécifique (astreinte, obligation in solidum, obligation de moyens), mais aussi pour un style distinctif : emploi de phrases longues, subordonnées enchâssées, voix passive, nominalisations, absence d’agent ou de contexte explicite. Ce style n’est pas dicté uniquement par la nécessité juridique, mais résulte aussi de conventions historiques et institutionnelles.
Des chercheurs comme Martínez et al. ont démontré que ces choix stylistiques sont au moins aussi responsables de la difficulté de lecture que le vocabulaire technique lui-même. D’autres études, comme celles de Bencherif ou Chibisova, insistent sur le rôle de la syntaxe et de la densité informationnelle dans l’opacité des textes juridiques.
Cette distinction permet de mieux comprendre pourquoi certains langages professionnels sont perçus comme plus ou moins accessibles : ce n’est pas uniquement une question de lexique, mais aussi de conception linguistique plus large, dans laquelle le style joue un rôle crucial.

## Rapports entre variétés
Toutes les variétés d’une langue constituent un continuum, il n’y a donc pas de frontières nettes entre elles. Elles ont des rapports complexes, qu’on peut considérer de deux points de vue. L’un concerne leurs traits linguistiques, l’autre tient de leur emploi.

### Rapports linguistiques
Toutes les variétés ont en commun les traits principaux de la langue en cause. À côté de ceux-ci, les variétés présentent d’autres interférences plus ou moins importantes entre deux ou plusieurs du même type ou de types différents, ainsi que des influences réciproques ou non réciproques.
Il y a des interférences entre registres de langues et d’autres sociolectes. Ainsi, les principaux traits grammaticaux des langages de spécialité standard sont ceux des registres courant ou soutenu,, alors que les argots, slangs ou jargons mentionnées plus haut ont le système grammatical des registres populaire ou familier,.
Les variétés régionales forment en général une chaîne, faisant partie d’un continuum dialectal géographique, avec une zone de transition entre deux dialectes voisins,.
Dans le cas des langues qui ont une variété standard, considérée elle aussi comme un sociolecte, celle-ci s’est formée d’ordinaire sur la base d’une variété régionale, avec des apports des autres variétés régionales. Celles-ci influencent la variété standard par certains mots des premiers qui entrent dans la dernière, mais l’impact du standard sur les variétés régionales est beaucoup plus grand. Elles ont tendance à perdre leurs spécificités et à se rapprocher du standard. Il se forme ainsi des variétés intermédiaires orales entre variétés régionales et variété standard,.
La langue de la littérature artistique étant très variée, elle adopte, dans un but stylistique, des régionalismes, lorsque des écrivains veulent donner de la couleur locale à certaines œuvres, ainsi que des mots d’argot, aussi bien en prose, qu’en poésie et au théâtre, surtout pour refléter des milieux où l’on parle des argots.
Il y des interférences entre variétés régionales et sociolectes non standard aussi. Un sociolecte peut avoir un caractère régional. Ainsi, les argots de France sont limités à ce pays, l’argot des élèves ou celui des étudiants de Belgique étant différents de ceux des mêmes catégories en France.
La variété standard de la langue commune est influencée par d’autres sociolectes aussi. Des mots des terminologies des langages de spécialité passent constamment dans le registre courant. Des sociolectes non standard influencent eux aussi la langue commune. De l’argot français des délinquants, par exemple, des mots entrent d’abord dans le registre populaire, puis dans le registre familier ou directement dans celui-ci, certains entrant dans le registre courant.
Il existe des interférences d’un genre à part entre langages de spécialité standard et argots ou jargons des professionnels de certains domaines. En communiquant oralement avec leurs collègues, ils mélangent la terminologie du domaine avec des mots utilisés seulement dans la parole. Ces variétés ressemblent aux autres argots par la formation des mots et par leur système grammatical.

### Variétés et locuteurs
Des variétés de langue peuvent également être en rapport par le fait qu’elles sont utilisées par un même locuteur. Par exemple, une personne qui a un niveau de scolarisation suffisant pour avoir acquis les registres courant et soutenu, peut adapter son expression aux diverses situations de communication dans lesquelles il lui arrive de se trouver, en utilisant, par exemple, le registre familier avec ses amis, le registre courant dans un bureau de l’administration publique et le registre soutenu dans une conférence. Si un locuteur ayant un tel niveau d’instruction a acquis, étant enfant, un dialecte de sa langue maternelle, il peut employer celui-ci aussi avec les habitants de sa région natale. Si un individu a une profession dotée d’un langage de spécialité standard, il peut l’utiliser quand il écrit un ouvrage de spécialité, et il peut aussi parler l’argot ou le jargon de la profession avec ses collègues. On dit que de tels locuteurs pratiquent la diglossie.

### Lecture supplémentaire
- Reutner, Ursula, Manuel des francophonies, Berlin, De Gruyter, 2017  (ISBN 9783110346701)